# يوكانا
يوكانا (ゆかな)(اسمها الحقيقي يوكانا نوغامي (野上ゆかな نوغامي يوكانا)) هي مؤدية أصوات يابانية ولدت في 6 يناير 1975 في فوتسو، تشيبا.

## أدوارها في الأنمي

### مسلسلات أنمي تلفزيونية
- إينوياشا - كانّا
- إينوياشا فصل الخاتمة - كانّا
- بليتش - إيساني كوتيتسو
- كود جياس لولوش المتمرد - الراوية, C.C
- كود جياس لولوش المتمرد R2 - الراوية, C.C
- بلاك كات - رينسلت والكر
- برج درواغا 〜the Aegis of URUK〜 - ساكوباس
- برج درواغا 〜the Sword of URUK〜 - ساكوباس
- فل ميتال بانيك! - تيليثا تيستاروسا
- فل ميتال بانيك؟ فوموفو - تيليثا تيستاروسا
- فل ميتال بانيك! The Second Raid - تيليثا تيستاروسا
- سول إيتر - يومي أزوسا
- هيرويك إيج - نيلفال
- سيكيريه - كازيهانا
- سيكيريه 〜Pure Engagement〜 - كازيهانا
- فاينل فانتسي: أنليميتد - سوموسان
- إير ماستر - مينا ناكانوتاني
- تشوبيتس - كوتوكو
- واغايا نو أويناري ساما - كوغن تنكو (أنثى)
- فافنر في السماء الزرقاء - يوميكو تومي
- فافنر في السماء الزرقاء EXODUS - يوميكو تومي
- ستار درايفر - مادوكا كيه
- إنفينيت ستراتوس - سيسيليا ألكوت
- الأرجوحة الطائرة - ميدوري
- يوميات المستقبل - ماو نونوساكا
- لاست إكسايل - قارئة عناوين الحلقات
- لاست إكسايل: فام ذات الأجنحة الفضية - قارئة عناوين الحلقات، ديان
- هيوكا - فويومي إيريسو
- بليزبلو ألتر ميموري - الإمبراطورة
- كود:بريكر - نينيني فوجيوارا
- فايري تايل - ميشيل لوبستر/إيميتيشيا
- تيلز أوف ذي أبيس - تير غرانتس
- الخيانة تعرف إسمي - يوكي
- غوغوري! كوكوري-سان - تاما
- وورلد تريغر - فوتابا كوروي
- جبهة حاجز الدم - إيما ماكبيث
- أربيجيو الفولاذ الأزرق -آرس نوفا- - كونغو
- بوكيمون - مارينا

### أفلام أنمي
- بليتش: ذا داياموند داست ريبيليون، هيورينمارو آخر - إيساني كوتيتسو، يان
- إينوياشا: قلعة الخيال داخل المرآة - كانّا
- X - يوزوريها نيكوي
- فافنر في السماء الزرقاء HEAVEN AND EARTH - يوميكو تومي
- أربيجيو الفولاذ الأزرق -آرس نوفا- DC - كونغو
- أربيجيو الفولاذ الأزرق -آرس نوفا- Cadenza - كونغو

## أدوارها في ألعاب الفيديو
- تيلز أوف ذي أبيس - تير غرانتس
- تيلز أوف فرسس - تير غرانتس
- تيلز أوف ذا وورلد: ريف يونايتيا - تير غرانتس
- سلسلة ألعاب بليزبلو
  - بليزبلو كالاميتي تريغر - الإمبراطورة
  - بليزبلو كونتينيوم شيفت - الإمبراطورة
  - بليزبلو كرونوفانتازما - الإمبراطورة

## وصلات خارجية
- يوكانا على موقع IMDb (الإنجليزية)
- يوكانا على موقع ميوزك برينز (الإنجليزية)
- يوكانا على موقع ديسكوغز (الإنجليزية)
- يوكانا على موقع قاعدة بيانات الفيلم (الإنجليزية)
- يوكانا على موقع ANN person (الإنجليزية)